# Kentka
Kentka je bio drevni Egipćanin. Živio je tijekom 4. dinastije. Umro je za vrijeme vladanja faraona Kufua.

## Biografija
Kaem-Ah je imao naslov "kraljev sin", ali nije bio biološki Kufuov sin. Pokopan je u mastabi G 2130 u Gizi.